# ولی سلطان قلخانچی اوغلی ذوالقدر
ولی سلطان قلخانچی اوغلی ذوالقدر از امیران قزلباش طایفه ذوالقدر در دوره شاه طهماسب یکم و شاه اسماعیل دوم بود. وی در دوره شاه اسماعیل دوم، حکمران فارس بود. وی همچنین للگی ابوالفوارس شجاع‌الدین (شاه شجاع) فرزند شیرخوار شاه اسماعیل دوم را نیز بر عهده داشت؛ ولی سلطان قلخانچی اوغلی ذوالقدر در توطئه‌ای که شاه اسماعیل دوم علیه برادر خود محمدمیرزا (شاه محمد خدابنده) و پسرانش ترتیب داده بود شرکت داشت. پس از کشته شدن شاه اسماعیل دوم، با وجود این که بسیاری از امرای قزلباش با محمدمیرزا (شاه محمد خدابنده) برای سلطنت توافق کرده بودند، وی از طرفداران سلطنت شاه شجاع بود. پس از تاجگذاری شاه محمد خدابنده، به دستور شاه ابوالفوارس شجاع‌الدین (شاه شجاع) و لَلِ‍ه او ولی سلطان قلخانچی اوغلی ذوالقدر کشته می‌شوند.